# Chrysanthemum roborowskii
Chrysanthemum roborowskii là một loài thực vật có hoa trong họ Cúc. Loài này được (Muldashev) H.Ohashi & Yonek. mô tả khoa học đầu tiên năm 2004.